# هامبشير (غنم)

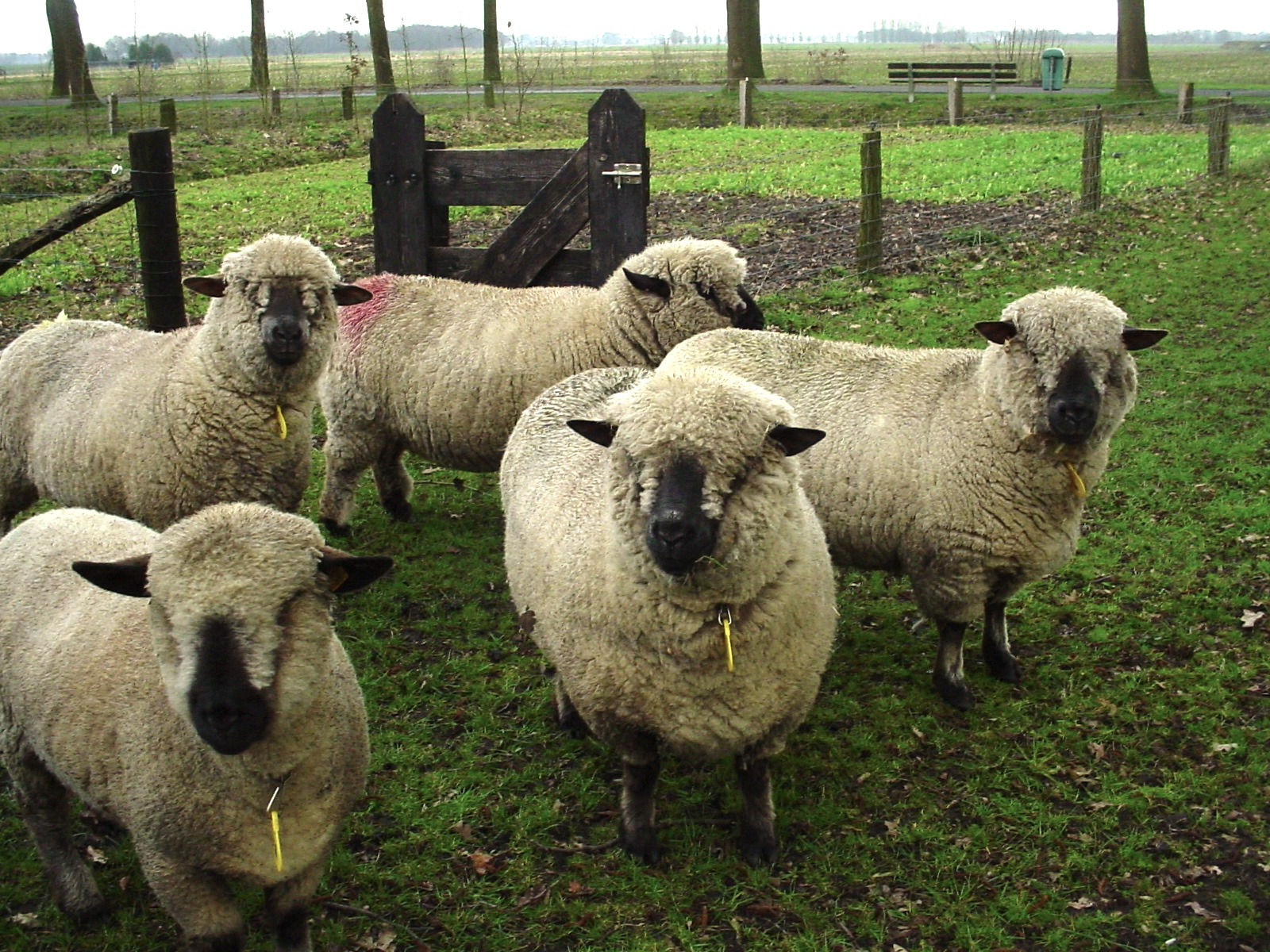
قطيع من الهامبشير

هامبشير (بالإنجليزية: Hampshire)‏ هي سلالة غنم بالمملكة المتحدة. يعود تاريخها اٍلى حوالي العام 1829 م.

## الخصائص
تزن الكباش البالغة 300 باوند أو أكثر في حين تزن النعاج البالغة 200 باوند عند توفر شروط التربية. مردودية النعاج الناضجة من الصوف تقدر بمتوسط 6 باوند (2.7 كيلوغرام) إلى 10 باوند (4.5 كجم). طول فسيلة الصوف هو 2 بوصة (5 سم) إلى 3.5 بوصات (9 سم) مع تحقيق عائد بنسبة 50 ٪ إلى 62 ٪.

## ألبوم الصور

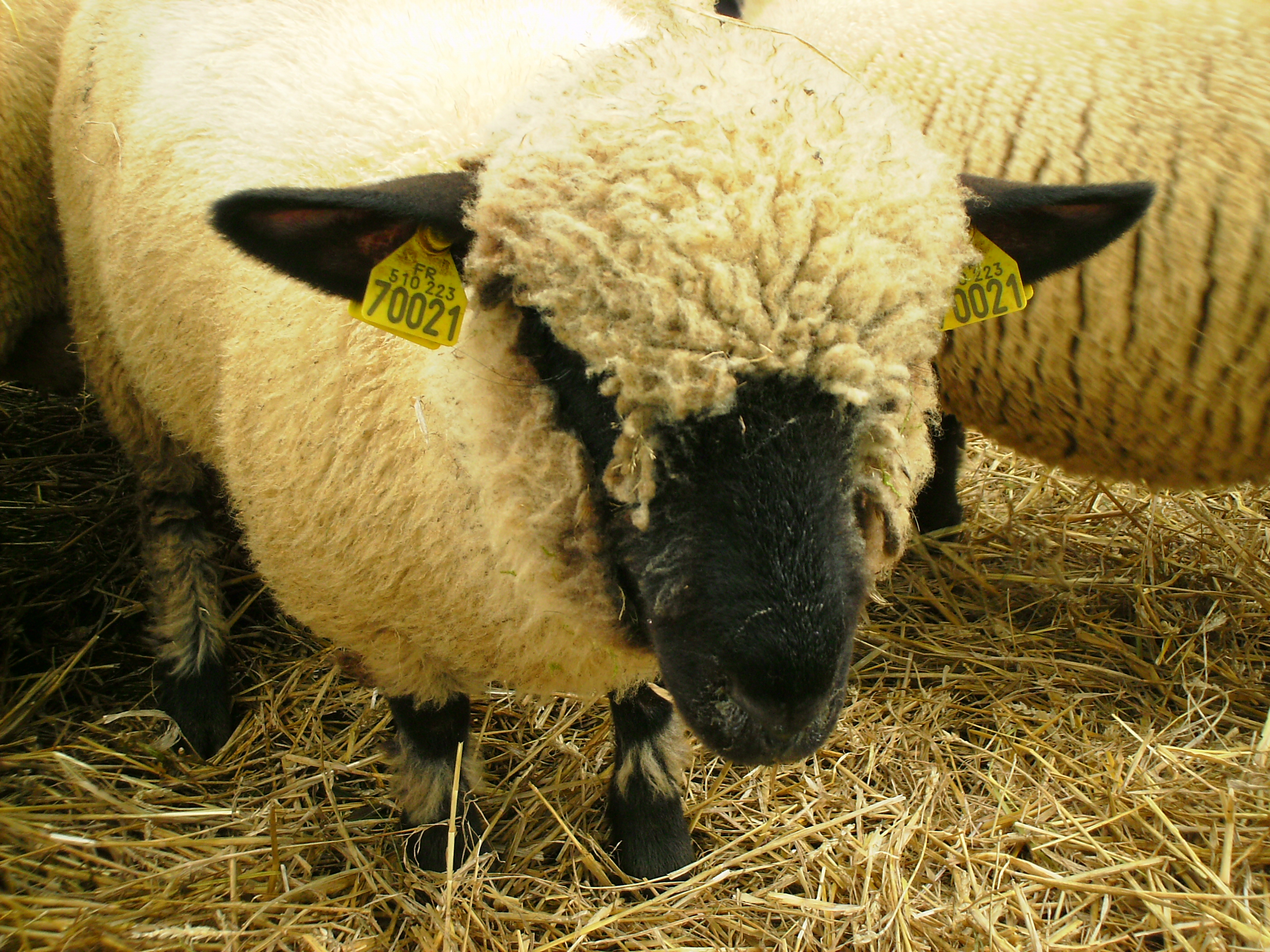
رأس خروف هامبشير